# Bellator 120
Bellator 120（ベラトール・ワントゥエンティ）は、アメリカ合衆国の総合格闘技団体「Bellator MMA」の大会の一つ。2014年5月17日、ミシシッピ州サウスヘイブンのランダース・センターで開催された。

## 大会概要
Bellator初のPPV放送となった本大会ではクイントン・"ランペイジ"・ジャクソンとキング・モーによるライトヘビー級トーナメント決勝が組まれた。
元UFC世界ライトヘビー級王者ティト・オーティズ、キャリア8戦全勝のコディ・シャッフィールドがBellatorデビュー。

## 試合結果

### プレリミナリーカード
第1試合 バンタム級ワンマッチ 5分3R
○  ブライアン・ホール vs.  コルテズ・フェリア ×
3R 0:24 TKO（パウンド）
第2試合 ウェルター級ワンマッチ 5分3R
○  コディ・シャッフィールド vs.  アンソニー・レモン ×
2R 2:15 リアネイキドチョーク
第3試合 ウェルター級ワンマッチ 5分3R
○  ベン・ブルーワー vs.  アンディ・アーリッチ ×
2R 2:40 KO（スタンドパンチ連打）
第4試合 ヘビー級ワンマッチ 5分3R
○  マイク・ウェッセル vs.  ジャスティン・フレイジャー ×
1R 4:28 TKO（パウンド）
第5試合 69.4kg契約ワンマッチ 5分3R
○  オースティン・リオンズ vs.  ザック・アンダーウッド ×
3R 3:25 負傷判定3-0

### Spike中継カード
第6試合 フェザー級ワンマッチ 5分3R
○  ゴイチ・ヤマウチ vs.  マイク・リッチマン ×
3R終了 判定3-0
第7試合 67.1kg契約ワンマッチ 5分3R
○  ファブリシオ・グェレーロ vs.  シャウブラット・シャムカラエフ ×
1R 3:29 キムラロック
※グェレーロの体重超過によりフェザー級から変更。
第8試合 71.7kg契約ワンマッチ 5分3R
○  マーチン・ヘルド vs.  ネイト・ジョリー ×
1R 4:20 腕ひしぎ十字固め
第9試合 ヘビー級ワンマッチ 5分3R
○  シーク・コンゴ vs.  エリック・スミス ×
2R 4:35 TKO（スタンドの打撃）

### メインカード
第10試合 ウェルター級ワンマッチ 5分3R
○  マイケル・ペイジ vs.  リッキー・レイニー ×
1R 4:29 TKO（右フック）
第11試合 ヘビー級トーナメント 決勝 5分3R
○  アレキサンダー・ヴォルコフ vs.  ブラゴイ・アレクサンドル・イワノフ ×
2R 1:08 リアネイキドチョーク
※ヴォルコフがトーナメント優勝。
第12試合 ライトヘビー級ワンマッチ 5分3R
○  ティト・オーティズ vs.  アレキサンダー・シュレメンコ ×
1R 2:27 TKO（肩固め）
第13試合 Bellator世界ライト級暫定王座決定戦 5分5R
○  ウィル・ブルックス vs.  マイケル・チャンドラー ×
5R終了 判定2-1
※ブルックスが王座獲得に成功。
第14試合 ライトヘビー級トーナメント 決勝 5分3R
○  クイントン・"ランペイジ"・ジャクソン vs.  キング・モー ×
3R終了 判定3-0
※ジャクソンがトーナメント優勝。